# キム・ジヨン (1974年生の女優)
キム・ジヨン（漢字：金 志映、ハングル：김지영、1974年 9月7日 - ）は、韓国の女優。

## 学歴
- 1990年 〜 1993年、京畿女子高等学校 卒業
- 1993年 〜 1997年、漢陽大学校 安山キャンパス 文化人類学科

## 出演

### テレビドラマ
- ドクターズ（1997年、MBC）
- あなた、そして私（1997年-1998年、MBC）
- 愛するあなた（1999年、MBC）
- トマト（1999年、SBS）
- 情熱（1999年、KBS）
- 母よ姉よ（2000年-2001年、MBC）
- プレゼント（2002年、MBC）
- 北京My Love（2004年、KBS）
- 愛しのおバカちゃん（2006年、SBS）
- 愛は誰にも止められない（2006年、MBC）
- なんでウチに来たの?（2008年、SBS）
- 二人の妻（2009年、SBS）
- 結婚してください（2010年、KBS）
- メイクイーン（2012年、MBC）
- 限りない愛（2012年-2013年、JTBC）
- みんなキムチ（2014年、MBC）
- 偉大なる糟糠の妻（2015年、MBC）
- 愛を抱きしめたい〜屈辱と裏切りの涯てに〜（2016年、SBS）
- グッド・キャスティング（2020年、SBS）
- 優雅な友達（2020年、JTBC）

### 映画
- パイラン（2001年）
- 私たちの生涯最高の瞬間（2008年）
- EXIT イグジット（2019年）